# Městská autobusová doprava v Hodoníně

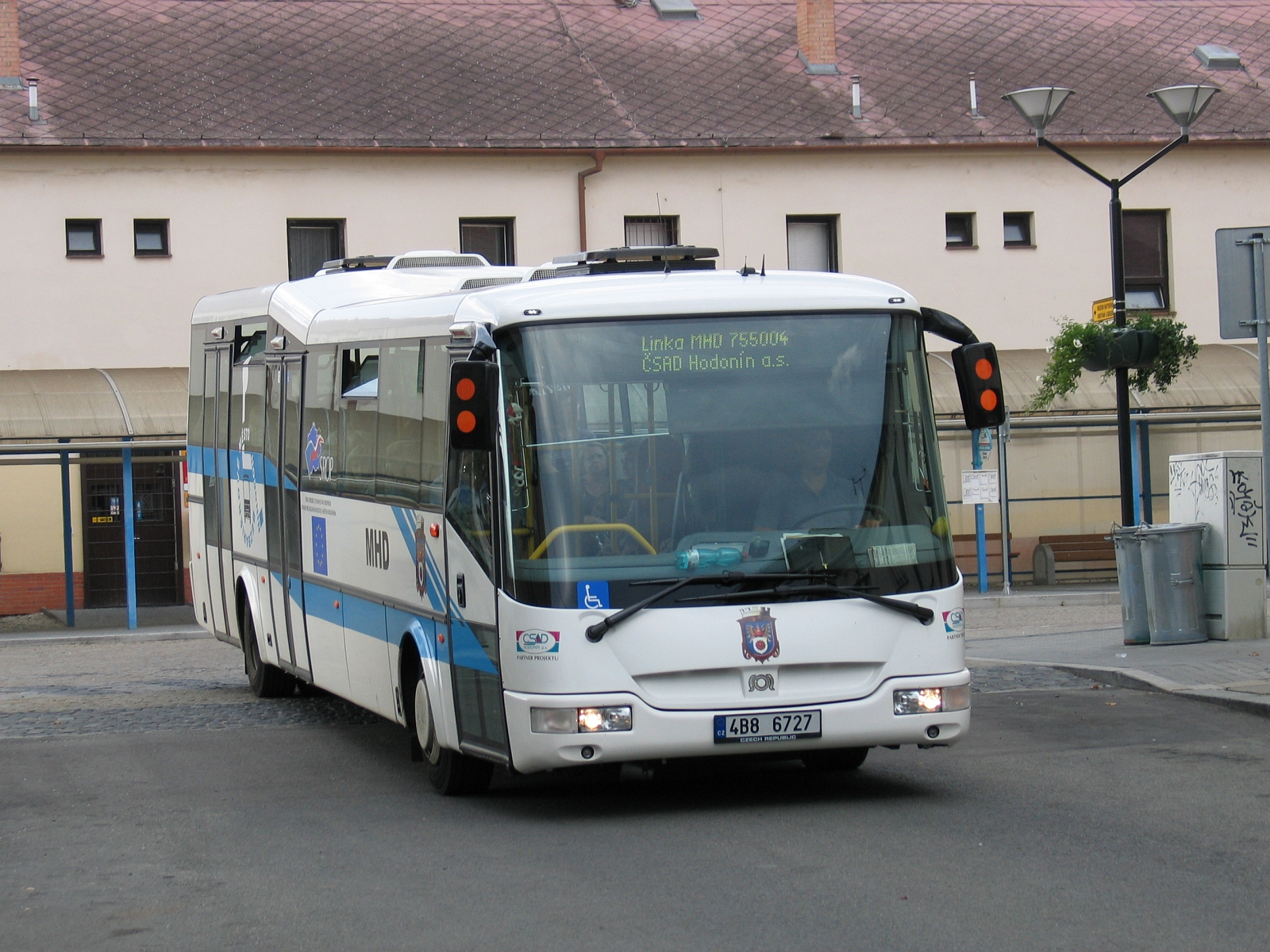
Autobus SOR BN 12 dopravce ČSAD Hodonín na hodonínské městské lince 755004 před začleněním do IDS JMK

Městská autobusová doprava v Hodoníně je tvořena čtyřmi autobusovými linkami označených čísly 901 až 904, které jsou začleněny do Integrovaného dopravního systému Jihomoravského kraje (IDS JMK).

## Historie
MHD v Hodoníně zajišťoval nejprve dopravní podnik 616 Hodonín krajského národního a později státního podniku ČSAD Brno. Po privatizaci v roce 1993 se přejmenoval na ČSAD Hodonín. Do 13. prosince 2008 provozoval linky 1–4, licenční čísla 755001 až 755004, dopravce ČSAD Hodonín a. s.
Od 14. prosince 2008 byla MHD Hodonín začleněna do IDS JMK v rámci tarifní zóny 900 a linky přečíslovány na 901–904.

## Linkové vedení
Linkové vedení k dubnu 2020:
| 901 | Autobusové nádraží – Obchodní centrum u cukrovaru – Bažantnice, penzion – Na Pískách – Železniční stanice – Měšťanská – Hřbitov |
| 902 | Bažantnice, penzion – Železniční stanice – EHO – Nesyt, farma                                                                   |
| 903 | Železniční stanice – Očovská, KD – Janáčkova – Železniční stanice – Bažantnice, penzion                                         |
| 904 | Kapřiska, U Kyjovky – Bažantnice, penzion – Na Pískách – Železniční stanice – Měšťanská – Hřbitov                               |

Pro účely MHD lze v Hodoníně využívat také meziměstských linek 910–913 v tarifní zóně 900.

## Tarif
V Hodoníně je platný tarif IDS JMK. V roce 2020 stála základní nepřestupní jízdenka 10 Kč, děti do 10 let jezdily zdarma. Zlevněná jízdenka A či B stála 2 Kč (zlevněná A je pro dítě 10–15 let, pro držitele průkazu ZTP nebo ZTP/P, osoby od 15 do 18 let, studenty do 26 let a osoby nad 65 let, popř. pro přepravu psa a spoluzavazadla, zlevněná B pro osoby do 18 let, studenty do 26 let a osoby ve věku nad 65 let)